# Yoshiro Abe
Yoshiro Abe (阿部 吉朗 Abe Yoshiro?), född 5 juli 1980 i Ehime prefektur, är en japansk fotbollsspelare.
Abe började sin karriär 2002 i FC Tokyo. Med FC Tokyo vann han japanska ligacupen 2004. Efter FC Tokyo spelade han för Oita Trinita, Kashiwa Reysol, Shonan Bellmare, Ventforet Kofu, Júbilo Iwata och Matsumoto Yamaga FC. Han avslutade karriären 2015.